# FireChat
FireChat是一個专有的移动应用，由開放花園公司開發。它能使智慧型手機在沒有互联网连接時，經由藍牙、Wi-Fi或蘋果公司的多點連線（Multipeer Connectivity）形成無線網狀網路的連線。 
尽管并非其设计目的，该应用已多次被民间抗议活动用作交流工具。
FireChat现已停止维护。官方网址已经显示为404错误页面，而且应用程序自2018年以来一直没有更新。

## 历史
该应用最早于2014年7月面向iPhone推出，同年4月3日又推出了面向Android设备的版本。
2015年7月，FireChat引入了私人消息。在此之前，它只能将消息发布到公共聊天室。
2016年5月，FireChat引入FireChat Alerts，允许用户在特定时间和地点发送警报信息。该功能是与菲律宾馬利金納市合作开发，设计宗旨是为救灾人员提供协助。

## 使用
FireChat最早于2014年因伊拉克政府限制互联网使用而变得流行，也在此后的香港抗議中被使用。FireChat还曾被2015年厄瓜多尔抗议中的抗议者传用。2015年9月11日，在Free Way to the Catalan Republic的抗议者中，FireChat被使用13.1万次。
2016年1月，学生们在印度的海得拉巴大学因一名为Rohith Vemula的博士生自杀而抗议。据报道，一些学生在大学关闭Wi-Fi后使用了Firechat。

## 安全
2014年6月，Firechat的开发人员告诉《连线》：“人們必須明白，这不是一个用来交流被有敌意者发现会处于不利境地的信息的工具。它不意味着一个安全或私密的通讯工具。”
截至2015年7月，FireChat称使用端到端加密保护其一对一的私人消息。

## 相關
- 隨建即連網路
- 无线对讲机

## 外部連結
- 官方网站